# Helena Kottanner
Helena Kottanner (1400-1470) va ser la dama de companyia de la reina consort hongaresa Elisabet de Luxemburg i nodrissa de la princesa (i posteriorment reina) Isabel d'Habsburg d'Hongria.

## Biografia
Va néixer com a filla de Peter Wolfram, i la seva llengua materna era l'alemany. Des de ben jove va ser esposa de Peter Szekeres, l'alcalde de la ciutat hongaresa de Sopron, fins que va queda vídua el 1431. Va ser llavors quan Helena es va casar amb un ciutadà vienès, Johann Kottanner, a qui li va donar una filla. Pel seu matrimoni amb el seu primer espòs va aprendre hongarès, això és perceptible en les seves memòries que va deixar relatant els seus serveis a la reina hongaresa.
Helena va arribar primer a la cort del rei Albert II d'Alemanya i posteriorment a la ciutat de Visegrad. Després de la mort del rei Albert (27 d'octubre de 1439) Helena es va convertir en ajudant i còmplice de la reina vídua. La dama va ser enviada al palau de Visegrad a robar la corona de sant Esteve per coronar al fill que la reina estava a punt de donar a llum a la ciutat de Komárom. D'aquesta forma la va amagar en un coixí i la va portar a la seva reina després d'una tortuosa travessia. Després de la seva arribada, aquesta mateixa nit la reina va donar a llum al seu fill Ladislau el Pòstum amb ajuda d'Helena, ja que les comares estaven en l'altre costat de la ciutat en les seves residències i el naixement s'esperava aquella nit.
Durant la coronació de Ladislau V d'Hongria (15 de maig de 1440) a la ciutat de Székesfehérvár, Helena va ser la que va sostenir en els seus braços al jove rei, i posteriorment el va carregar moltes vegades i es va ocupar d'ell en la processó a la ciutat de coronació i en el camí cap a Győr i Sopron. Va quedar un manuscrit en alemany sobre les seves experiències, amb qualitats narratives excepcionals i brinda dades precises sobre la cultura i estil de vida d'aquella època a Hongria.
Els documents reials en els quals apareix el seu nom l'assenyalen fins a 1470, així que probablement va morir després d'aquesta data.